# Premio Bartolomé Hidalgo
Der Premio Bartolomé Hidalgo (Bartolomé-Hidalgo-Preis) ist der wichtigste Literaturpreis von Uruguay. Er wird seit 1988 von der Cámara Uruguaya del Libro (CUL, Uruguayische Buchkammer) vergeben. Erstmals wurde er im Rahmen des Nationalen Buchfestivals 1988 verliehen, derzeit erfolgt die Verleihung im Rahmen der Internationalen Buchmesse in Montevideo. Der Preis ist nach dem Schriftsteller und Dichter Bartolomé Hidalgo benannt, dem Begründer der gauchesken Dichtung in Argentinien und Uruguay.
2006 erhielt der Premio Bartolomé Hidalgo seine heutige Form, die darin besteht, dass der CUL-Vorstand für jedes Genre drei Juroren ernennt, die zunächst eine Shortlist erstellen und daraus dann die Gewinner der jeweiligen Kategorie auswählen.